# Categoría Primera A 1948
In 1948 werd de eerste editie van de Categoría Primera A gespeeld, de hoogste divisie in het Colombiaanse profvoetbal, in deze tijd heette de competitie nog Campeonato Professional. De competitie begon op 15 augustus 1948 met de wedstrijd tussen Atlético Municipal uit Medellín en Universidad de Pereira uit Bogotá, ruim anderhalve maand na de oprichting van de hoogste divisie op 27 juni.
Aan de eerste editie deden tien clubteams mee: twee uit Bogotá (Independiente Santa Fe en Millonarios), twee uit Cali (América en Deportivo), twee uit Medellín (Municipal en Independiente), twee uit Manizales (Deportes en Deportivo), één uit Barranquilla (Atlético Junior) en één uit Pereira (Universidad de Pereira).

## Uitslagen
| Copa Mustang 1948      | AME | CAL | DCA | JUN | DIM | MIL | MUN | ONC | SFE | UNI |
| América de Cali        |     | 1:0 | 5:1 | 3:0 | 4:0 | 4:0 | 3:0 | 2:2 | 1:2 | 2:1 |
| Deportivo Cali         | 4:3 |     | 2:2 | 2:4 | 1:1 | 2:4 | 4:1 | 2:2 | 1:0 | 2:5 |
| Deportes Caldas        | 1:3 | 2:3 |     | 3:1 | 4:1 | 3:0 | 3:1 | 3:2 | 1:1 | 5:2 |
| Atlético Junior        | 4:2 | 2:0 | 1:0 |     | 8:3 | 5:2 | 1:0 | 6:0 | 2:4 | 4:0 |
| Independiente Medellín | 1:1 | 0:1 | 1:3 | 3:2 |     | 3:7 | 2:1 | 5:2 | 2:0 | 5:0 |
| Millonarios            | 2:0 | 3:2 | 7:4 | 6:1 | 5:2 |     | 3:4 | 6:0 | 1:2 | 4:1 |
| Atlético Municipal     | 3:2 | 4:3 | 3:1 | 1:1 | 0:3 | 2:2 |     | 1:0 | 2:1 | 2:0 |
| Once Deportivo         | 2:1 | 3:1 | 3:5 | 0:2 | 3:3 | 2:1 | 2:2 |     | 2:5 | 3:1 |
| Santa Fe               | 5:1 | 3:3 | 2:2 | 4:1 | 6:0 | 5:3 | 5:2 | 2:1 |     | 6:3 |
| Universidad            | 3:2 | 1:2 | 2:2 | 2:3 | 1:2 | 3:2 | 0:0 | 2:3 | 1:4 |     |

## Eindstand
|    | Club                   | WG | W  | V | G  | DV | DT | +/− | Punten |
| -- | ---------------------- | -- | -- | - | -- | -- | -- | --- | ------ |
| 1  | Independiente Santa Fe | 18 | 12 | 3 | 3  | 57 | 29 | +28 | 27     |
| 2  | Atlético Junior        | 18 | 11 | 1 | 6  | 48 | 35 | +13 | 23     |
| 3  | Deportes Caldas        | 18 | 8  | 4 | 6  | 45 | 40 | +5  | 20     |
| 4  | Millonarios            | 18 | 9  | 1 | 8  | 58 | 45 | +13 | 19     |
| 5  | América de Cali        | 18 | 8  | 2 | 8  | 40 | 31 | +11 | 18     |
| 6  | Atlético Municipal     | 18 | 7  | 4 | 7  | 29 | 36 | –7  | 18     |
| 7  | Independiente Medellín | 18 | 7  | 3 | 8  | 37 | 49 | –12 | 17     |
| 8  | Deportivo Cali         | 18 | 6  | 4 | 8  | 35 | 41 | –6  | 16     |
| 9  | Once Deportivo         | 18 | 5  | 5 | 8  | 32 | 50 | –18 | 15     |
| 10 | Universidad de Pereira | 18 | 3  | 2 | 13 | 28 | 53 | –25 | 8      |

## Topscorers
|    | Naam                    | Club                   | Goals | Duels |
| -- | ----------------------- | ---------------------- | ----- | ----- |
| 1  | Alfredo Castillo        | Millonarios            | 31    | —     |
| 2  | Jesús María Lires López | Independiente Santa Fe | 20    | —     |
| 3  | Germán Antón            | Independiente Santa Fe | 18    | —     |
| 4  | Pedro Cabillón          | Millonarios            | 14    | —     |
| 4  | Jaime Cardona           | Deportes Caldas        | 14    | —     |
| 6  | Rigoberto García        | Atlético Junior        | 11    | —     |
| 6  | Carlos Arango           | Deportes Caldas        | 11    | —     |
| 8  | Ricardo López           | Universidad de Pereira | 10    | —     |
| 9  | Ricardo Ruíz            | Deportivo Cali         | 9     | —     |
| 10 | Octavio Carrillo        | Atlético Junior        | 8     | —     |

## Kampioen
|                                   |
| Vlag van Colombia                 |
| Independiente Santa Fe 1ste titel |

1948 · 1949 · 1950 · 1951 · 1952 · 1953 · 1954 · 1955 · 1956 · 1957 · 1958 · 1959 · 1960 · 1961 · 1962 · 1963 · 1964 · 1965 · 1966 · 1967 · 1968 · 1969 · 1970 · 1971 · 1972 · 1973 · 1974 · 1975 · 1976 · 1977 · 1978 · 1979 · 1980 · 1981 · 1982 · 1983 · 1984 · 1985 · 1986 · 1987 · 1988 · 1989 · 1990 · 1991 · 1992 · 1993 · 1994 · 1995 · 1995/96 · 1996/97 · 1998 · 1999 · 2000 · 2001 · 2002 · 2003 ·  2004 · 2005 · 2006 · 2007 · 2008 · 2009 · 2010 · 2011 · 2012 · 2013 · 2014 · 2015 · 2016 · 2017 · 2018 · 2019 · 2020 · 2021 · 2022 · 2023